# Knihověda
Knihověda je vědní obor zkoumající knižní kulturu jako celek, zejména s ohledem na její sociokulturní význam. Zahrnuje teorii, historii a estetiku. Mezi ně patří ikonografie, dějiny knihy, dějiny knihtisku a další. Zkoumá vznik, výrobu, vývoj, šíření a působení knihy jako prostředku komunikace. Studuje dějiny knižní kultury, převážně staré tisky s důrazem na objektivně, materiálově a fyzicky chápané vnější knižní znaky. Navazuje na kodikologii, která se zabývá studiem rukopisů neúřední povahy. Tato věda má také velmi blízko ke knihovnictví a bibliografii.
Za zakladatele české knihovědy je obecně považován Zdeněk Václav Tobolka. Ovšem počátky české knihovědy můžeme spolu s bibliografií datovat již do počátků národního obrození.
V oblasti knihovědy se také používají synonymními pojmy jako je bibliologie, bibliognosie a bibliosofie.

## Čeští knihovědci
Mezi české knihovědce patří Mirjam Bohatcová, Bohuslava Brtová, Anna Císařová-Kolářová, Josef Dobrovský, Pavlína Hamanová, Václav Hanka, František Horák, Pravoslav Kneidl, Petr Mašek, Miroslav Novotný, Zdeněk Václav Tobolka, Emma Urbánková, Jaroslav Vobr, Petr Voit, Josef Volf, Jaroslav Vrchotka, Bedřiška Wižďálková či Čeněk Zíbrt.